# Chloe Rollie

a Compétitions nationales et continentales officielles uniquement.

b Matchs officiels uniquement.
Dernière mise à jour le 3 juillet 2025.
Chloe Rollie, née le 26 juin 1995 à Édimbourg (Écosse), est une joueuse internationale écossaise de rugby à XV et internationale de rugby à sept, évoluant au poste d'arrière. Elle rejoint le RC Toulon PM après la Coupe du monde 2025.

## Biographie
Chloe Rollie naît le 26 juin 1995 à Édimbourg en Écosse. Elle grandit à Jedburgh, ville de 4000 habitants dont sont notamment originaires Gary Armstrong, Roy Laidlaw et Greig Laidlaw. Elle commence la pratique du rugby à XV à huit ans, dans les pas de ses trois frères ainés. À quinze ans, elle passe au football et joue brièvement au Heart of Midlothian FC. Elle revient à l'ovale dans les rangs du Melrose RFC, où elle joue trois saisons.
Elle devient internationale écossaise à sa grande surprise à l'occasion du Tournoi des Six Nations 2015 : pour honorer sa sélection, elle doit annuler un voyage en Australie prévu de longue date. Elle rejoint ensuite le club des Murrayfield Wanderers où elle gagne deux titres nationaux.
En 2017, Chloe Rollie devient professionnelle quand elle part jouer en France, au Stade villeneuvois Lille Métropole, où elle reste deux saisons. La première année, elle dispute la finale du championnat face au Montpellier RC (défaite 17-11).
Lors du Tournoi 2018 elle se fait remarquer avec un essai en solitaire de cent mètres contre l'Irlande, pour une première victoire contre cet adversaire en douze ans.
En 2019, elle s'engage avec les Harlequins. Après une année blanche due à la pandémie de Covid-19, la deuxième saison la voit remporter le titre national face aux Saracens.
En 2021, elle rejoint les Exeter Chiefs. Elle compte 50 sélections en équipe d'Écosse quand elle est retenue en septembre 2022 pour disputer la Coupe du monde en Nouvelle-Zélande.
En janvier 2023, Chloe Rollie signe au Loughborough Lightning. En fin d'année, elle remporte avec l'équipe d'Écosse la première édition du WXV, dans la deuxième division organisée en Afrique du Sud. Elle est également sélectionnée pour le Tournoi des Six Nations, où elle partage le poste d'arrière avec Meryl Smith.
Au mois de juillet 2024, elle change de club et rejoint les Ealing Trailfinders. Elle retrouve l'équipe nationale pour le WXV. Au terme de la saison, elle est sélectionnée pour le Six Nations. Au mois de juillet, elle s'engage avec le RC Toulon Provence Méditerranée.

## Palmarès

### En club
- Vainqueur du Championnat d'Écosse en 2016 et 2017.
- Finaliste du Championnat de France en 2017.
- Vainqueur du Championnat d'Angleterre en 2021.

### En équipe nationale
- Vainqueur du WXV 2 en 2023.